# Ramón Otero Pedrayo
Ramón Otero Pedrayo (Ourense, 5 marzo 1888 – Ourense, 10 aprile 1976) è stato uno scrittore, politico e intellettuale galiziano, membro della Xeración Nós.
Nel 1988 gli venne dedicato il "Giorno delle Lettere Galiziane" (Día das Letras Galegas).

## Biografia
È stato professore cattedratico presso l'Istituto di Geografia e Storia, prima a Burgos e Santander, e in seguito a Ourense. Nell'anno 1918 entra a far parte delle Irmandades da Fala (lett. "confraternite della parlata" o, se si vuole, della "lingua"). Patriarca delle lettere galiziane, appartenente alla Xeración Nós, è uno dei più illustri scrittori galiziani. Durante la guerra civile spagnola venne estromesso dalla sua cattedra, ed ebbe salva la vita grazie alle buone relazioni che aveva con i vertici della chiesa ourense.
Non vi era genere in cui non si cimentasse: saggistica, romanzo, poesia, oltre agli studi scientifici di geografia della sua cattedra all'Università di Santiago. Militante del Partido Galeguista fu deputato della 2ª Repubblica.
Tra i suoi romanzi spiccano Os camiños da vida e O mesón dos Ermos, descrizione minuziosa dei costumi e della vita rurale galiziana. Ma l'opera più conosciuta è Arredor de si che può considerarsi parzialmente autobiografica e che ci permette intravedere le vie percorse dai membri della cosiddetta Xeración Nós fino al galeguismo. In questa accezione "autobiográfica" Arredor de si viene completata dagli articoli "Dos nosos tempos", di Florentino López Cuevillas, e inoltre da "Nós, os inadaptados" di Vicente Risco, questi due ultimi apparsi nella rivista Nós.
Oggi la Fondazione Otero Pedrayo e la Fondazione Penzol conservano la biblioteca con i documenti e gli scritti dell'illustre galiziano nella sua casa-museo di Trasalba.
Venne sepolto nel Cimitero di San Francisco (Ourense).

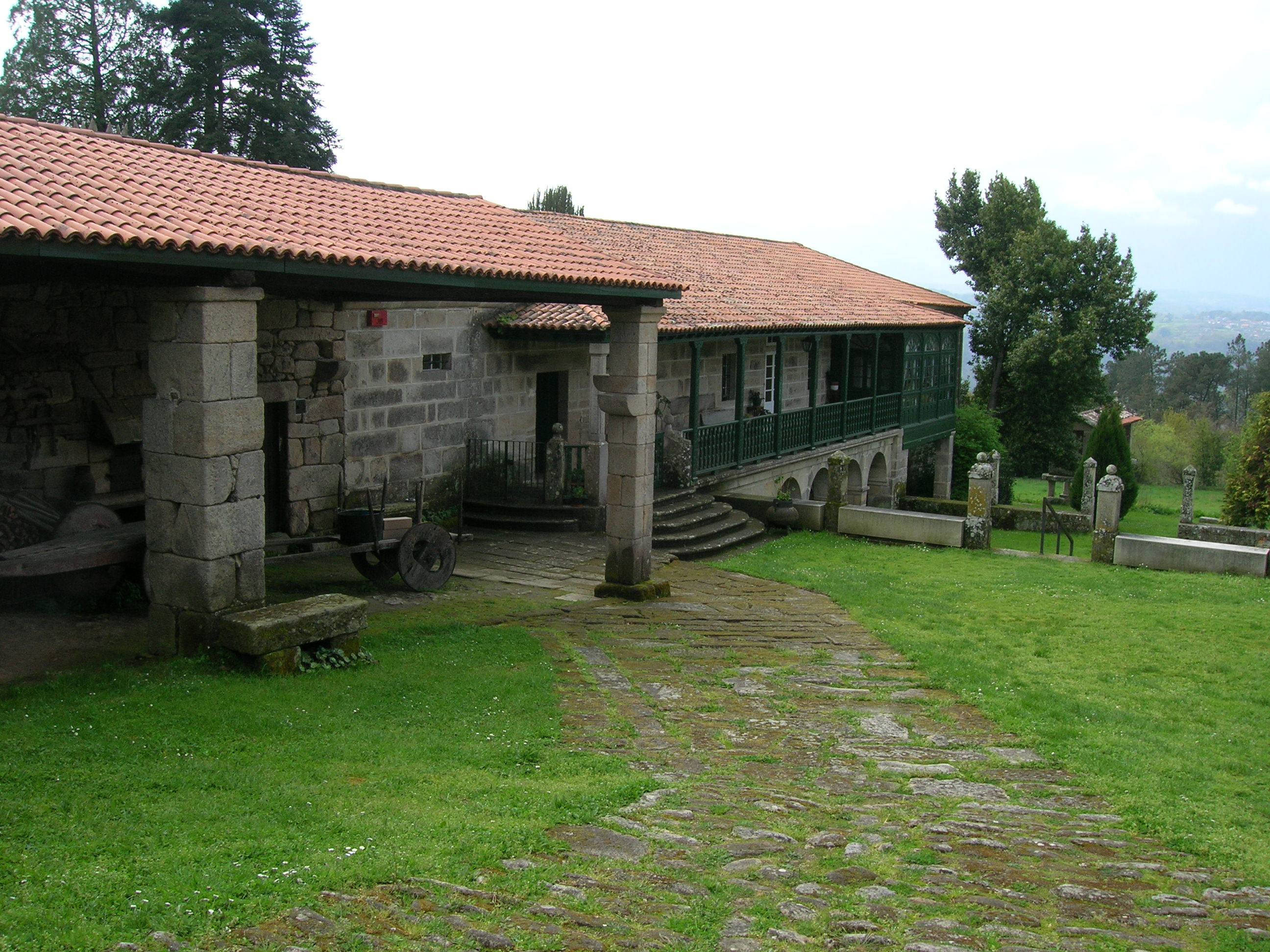
Casa-museo a Trasalba.

## Opere in galiziano
Le sue opere, salvo quelle di saggistica, ordinate cronologicamente, sono:
- Pantelas, home libre (racconti brevi) (1925)
- O purgatorio de don Ramiro (racconti brevi) (1926)
- Escrito na néboa (racconti brevi) (1927)
- Os camiños da vida (romanzo in tre libri) (1928)
- A lagarada (teatro) (1928)
- Arredor de si (romanzo) (1930)
- Contos do camiño e da rúa (racconti brevi) (1932)
- Fra Vernero (romanzo) (1934)
- Teatro de máscaras (teatro) (1934)
- Devalar (romanzo) (1935)
- O mesón dos ermos (1936)
- O mesón dos ermos (racconti brevi) (1936)
- O desengano do prioiro (teatro) (1952)
- Entre a vendima e a castiñeira (1957) (racconti brevi)
- Bocarribeira. Poemas pra ler e queimar (poesia) (1958)
- Rosalía (dialogo apparentemente teatrale) (1959)
- O señorito da Reboraina (romanzo) (1960)
- O fidalgo e a noite (dialogo apparentemente teatrale) (1970)
- Noite compostelá (dialogo apparentemente teatrale) (1973)
- O Maroutallo (1974) (racconti brevi)

## Opere in castigliano
- Guia de Galicia (1926)
- Las palmas del convento (1941)
- Vida del Doctor Don Marcelo Macías y García (1943)
- Adolescencia (1944)
- La vocación de Adrián Silva (1949)

## Galleria d'immagini

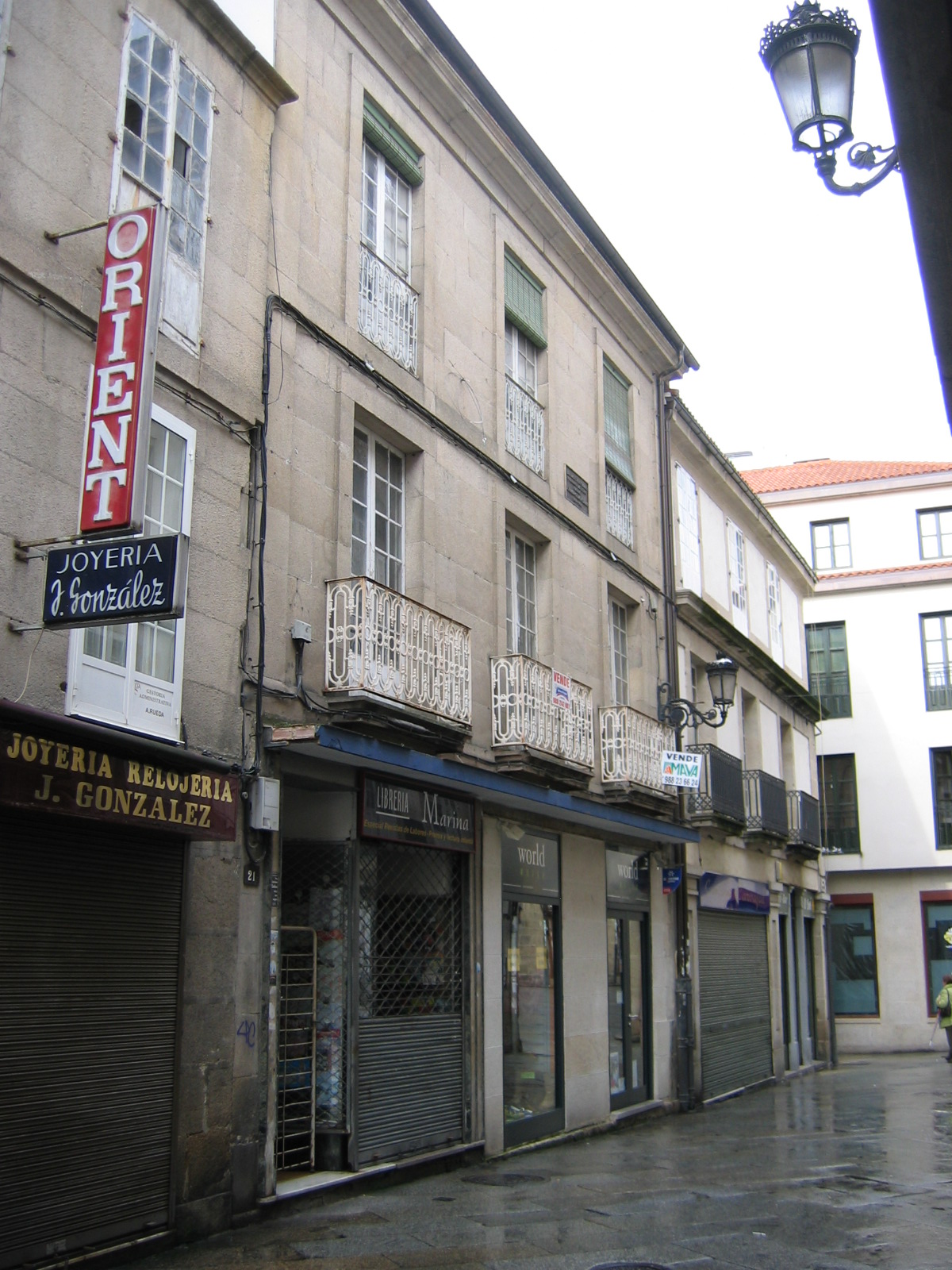
Casa natale di Otero Pedrayo (rúa da Paz, Ourense)
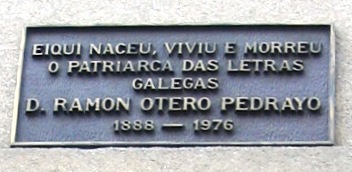